# マルガリータ (イタリア)
マルガリータ（伊: Margarita）は、イタリア共和国ピエモンテ州クーネオ県にある、人口約1,400人の基礎自治体（コムーネ）。

## 地理

### 位置・広がり

#### 隣接コムーネ
隣接するコムーネは以下の通り。
- ベイネッテ
- キウーザ・ディ・ページオ
- モンドヴィ
- モロッツォ
- ピアンフェーイ

#### 地震分類
イタリアの地震リスク階級 (it) では、3 に分類される
。